# Războiul menit să pună capăt oricărui război
Războiul menit să pună capăt oricărui război (în engleză: The war to end war) a fost un termen folosit pentru a descrie Primul Război Mondial.

## Origini
În luna august 1914, imediat după izbucnirea războiului, autorul și comentatorul social britanic H. G. Wells a publicat în ziarele londoneze mai multe articole care au fost apoi reunite și publicate într-o carte intitulată The War That Will End War (în română Războiul care va pune capăt războiului). Wells acuza Puterile Centrale pentru izbucnirea războiului și susținea că i se poate pune capăt numai prin înfrângerea militarismului german. Wells a folosit forma mai simplă „războiul să pună capăt războiului” în cartea In the Fourth Year (1918), unde a menționat că expresia a „intrat în circulație” în a doua jumătate a anului 1914. De fapt, devenise cea mai cunoscută lozincă a războiului.
În anii următori, termenul se lega de Woodrow Wilson, deși Wilson l-a folosit o singură dată. Împreună cu fraza „faceți lumea sigură pentru democrație”, a personificat convingerea lui Wilson că intrarea Americii în război era necesară pentru menținerea libertății umane.